# The Rows

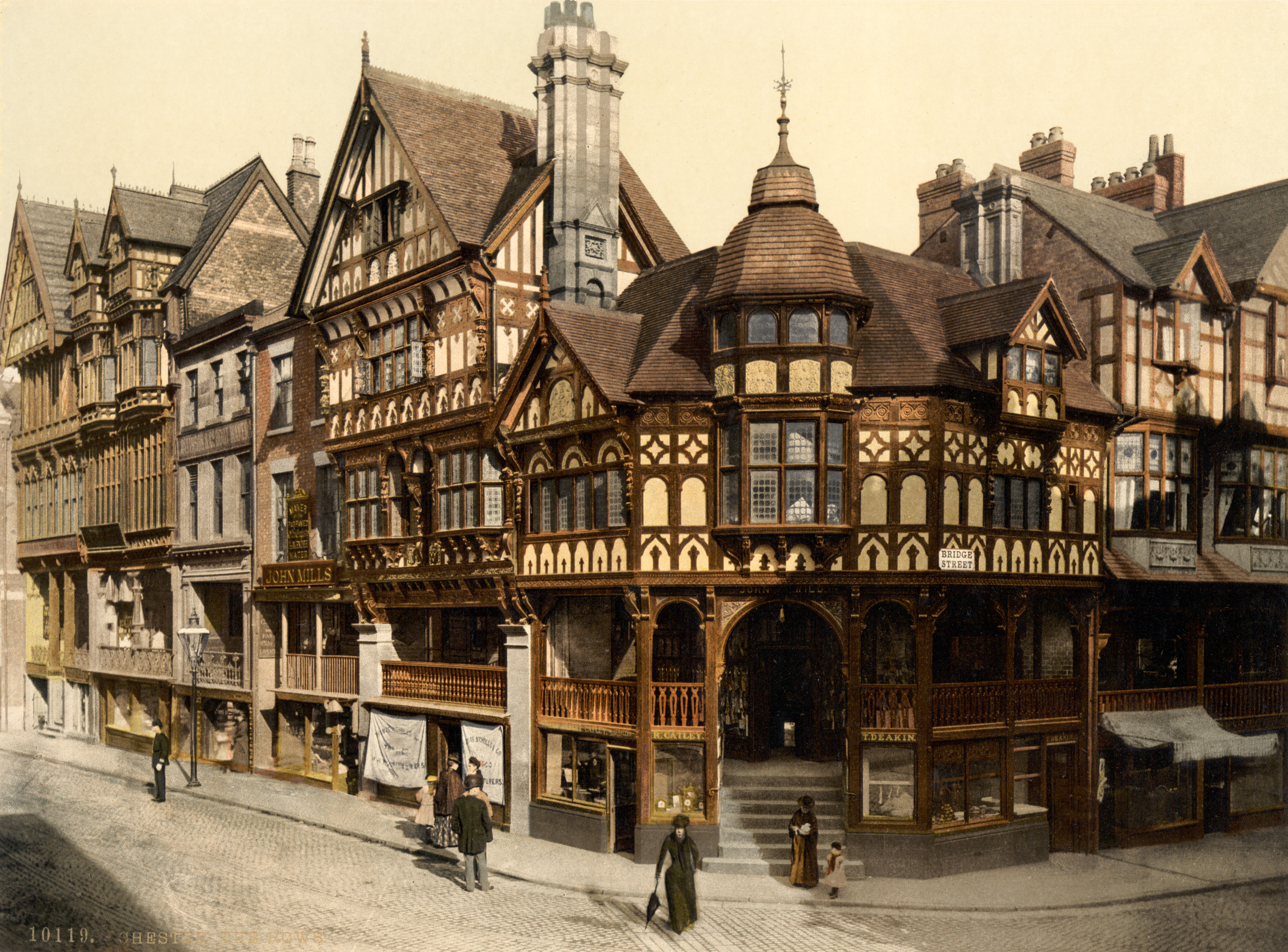
The Rows, 1895

The Rows (del inglés casas adosadas) consisten en una serie de galerías cubiertas de origen medieval características de los edificios de las cuatro calles principales del centro de la ciudad de Chester, en Inglaterra.
Se componen de dos niveles de tiendas y locales. Mientras que el primer piso es cubierto y se accede a través de diferentes escaleras que lo comunican con la calle, el nivel inferior da a la misma calle y en muchos casos es necesario bajar unos escalones. La mayoría de los locales consisten en comercios y tiendas, pero también hay restaurantes, cafés y oficinas.
El origen de las Rows se remonta a la Edad Media, cuando fueron construidas sobre las ruinas romanas de los edificios de la antigua Deva Victrix. La parte inferior y las criptas estaban construidas en piedra y la superior de madera.
Actualmente, se conservan alrededor de 20 sótanos de piedra, pero no así han perdurado las galerías medievales ya que gran mayoría son fruto de remodelaciones llevadas a cabo en el siglo XIX. En cualquier caso y aunque en algunos tramos la continuidad de las Rows se ve interrumpida por edificios modernos, en gran parte de su trazado se conserva el diseño original.
El 7 de julio de 2010 las Rows fueron propuestas como candidatas a convertirse en Patrimonio de la Humanidad por el Departamento para la Cultura, Medios de Comunicación y Deporte del Reino Unido.